# Rutile (autrice)
Pour les articles homonymes, voir Rutile (homonymie).
Rutile (née Maëva Poupard en 1985) est une autrice franco-mauricienne.

## Biographie
Elle fait son entrée dans le monde littéraire dès l’âge de 16 ans avec un recueil de nouvelles, Histoires à décrocher la lune paru aux éditions Anne Carrière en 2002. Parallèlement, elle entretient une passion qui ne l'a jamais quittée depuis son enfance : la bande dessinée. C'est avec fièvre qu'elle entreprend de rattraper son retard accumulé lorsqu'elle vivait à Maurice et que seuls Tintin, Astérix et Picsou Magazine lui parvenaient. Lorsqu'elle découvre des auteurs comme Alan Moore, Yoshihiro Togashi, ou, pour les Français Algésiras et Fabien Vehlmann, elle se rend à l'évidence : son rêve est de devenir, elle aussi, scénariste de BD.
En 2003, elle s'envole pour la France et s'installe à Paris où elle suit un cursus de Lettres Modernes à la Sorbonne. Après avoir obtenu sa licence, elle est repérée par Audrey Alwett qui la recrute pour sa collection chez Soleil. Sa première bande dessinée, Geek and Girly, avec Nephyla au dessin parait en 2009 et rebat les cartes de la culture geek.
Sa carrière se poursuit aux éditions Le Lombard, Soleil et Glénat. Elle se fait également remarquer par Christophe Arleston, qui lui confie une chronique au sein de Lanfeust Mag, La Sale page de la Geekette, billet d'humeur dont le succès auprès des lecteurs s'affichera régulièrement dans la page courrier[source insuffisante]. En parallèle, elle enseigne la narration et le scénario à l'Académie Brassart-Delcourt et à l'école Jean Trubert. Mais la consécration survient grâce au webtoon, lorsqu'en 2020, elle publie Colossale sur la plateforme Webtoon avec Diane Truc au dessin et au co-scénario. L'histoire de cette aristocrate férue de musculation enregistre six millions de vues en ligne, et les éditeurs sont nombreux à lorgner sur les droits. C'est finalement chez Jungle que le webtoon connait une nouvelle vie en papier, tandis que la presse nationale se passionne pour le phénomène.

## Thématiques
L'œuvre de Rutile aborde des thématiques aussi variés que la gastronomie,,, la mythologie, les malédictions familiales,, les identités et la sexualité queer ou encore l’histoire de France. Elle est remarquée par son lectorat et ses éditeurs par son regard résolument inédit et personnel sur la société française,.

## Œuvres

### Colossale
Avec Diane Truc au co-scénario et au dessin, édition numérique webtoon
- Tome 1, Jungle, 2023  (ISBN 978-2-8222-3984-4)
- Tome 2, Jungle, 2023  (ISBN 978-2-8222-3988-2)
- Tome 3, Jungle, 2023  (ISBN 9782822241687)
- Tome 4, Jungle, 2024  (ISBN 9782822239936)
- Tome 5, Jungle, 2024  (ISBN 9782822239950)

### Carma de Portepoisse
Avec Frédéric Remuzat au scénario et Alice Scimia à la colorisation, Drakoo, 2023  (ISBN 978-2-490735-82-2)

### Dans les cuisines de l'histoire
- À la table du Roi Soleil, avec Gaëlle Hersent au dessin, Le Lombard, 2017 (ISBN 978-2-8036-3744-7)
- À la table des Lumières, avec Maud Bégond au dessin, Le Lombard, 2017 (ISBN 978-2-8036-7065-9)

### Escoffier, roi des cuisiniers
Avec Frédéric Chave au dessin, Glénat, 2018  (ISBN 978-2-344-01508-7)

### Rhapsody
- Tome 1, Après moi, le déluge, avec Kappou au dessin, Soleil, 2012  (ISBN 9782302019669)
- Tome 2, Scaramouche, scaramouche !, avec Kappou au dessin, Soleil, 2015  (ISBN 9782302044838)
- Tome 3, Ouverture, avec Kappou au dessin, Soleil, 2017  (ISBN 9782302063686)

### Mytho
- Tome 1, Connais-toi toi-même, avec Rachel Zimra au dessin, Glénat, 2012  (ISBN 9782723484251)
- Tome 2, Deus ex-machina, avec Rachel Zimra au dessin, Glénat, 2015  (ISBN 9782723496483)

### Geek and Girly
- Tome 1, Le Dieu de la drague, avec Nephyla au dessin, Soleil, 2009  (ISBN 2302007646)
- Tome 2, L'Énigme pluton, avec Nephyla au dessin, Soleil, 2010  (ISBN 2302011635)

## Prix et récompenses
- Prix La Montagne du meilleur scénario pour la série Rhapsody, 2013[16]